# Голосіння
Голосі́ння — ритуальний, ще дохристиянський, поховальний обряд, що супроводжується відповідними обрядовими піснями-плачами речитативного характеру, які виконуються над покійником в період між його смертю та похороном.

## Опис
Голосіння як фольклорний жанр відзначаються своєрідним поетичним стилем, оригінальними поетичними засобами. Найхарактерніша з них, на думку деяких дослідників, — голосільна тавтологія, яка надає їм особливої емоційної забарвленості, ліричної тональності. Подібне нагнітання близьких понять відоме в мистецтві ще з античних часів, однак у голосіннях воно набуло довершеної форми й стало визначальною рисою їх поетики. У голосіннях наявні кілька типів повторів: тавтологія, повторювання одного й того ж слова чи фрази на початку вірша (анафора) або в кінці (епіфора), паралелізм поетичних образів.
Найпоширенішим різновидом жанру є поховальні голосіння. Розмір їх — звичайний пісенний, і наспів, змінюваний в окремих місцях, загалом залишається одним і тим же, так що жалібна мелодія, повільна й тягуча, закінчується на високих нотах і нагадує скорботні оклики. Виконавцями голосінь були професійні голосильниці або родичі померлого жіночої статі. Додатково виокремлюють так звані святочні голосіння — плачі за покійником, що здійснюються у поминальні свята, пов'язані з ушануванням культу предків. У дохристиянський період ця традиція найчіткіше виявлялась під час Різдва та Великодніх свят, особливо Мертвецького Великодня і Русалію.
Жанр голосінь з часом еволюціонував, що полягало не лише у розвиткові похоронних плачів, а й у виникненні інших різновидів голосінь, необов'язково безпосередньо пов´язаних зі смертю людини чи похороном. У XX ст. з мотивів та традицій цього жанру народної творчості виникло кілька жанрових різновидів рок-музики.[джерело?]

## Історія

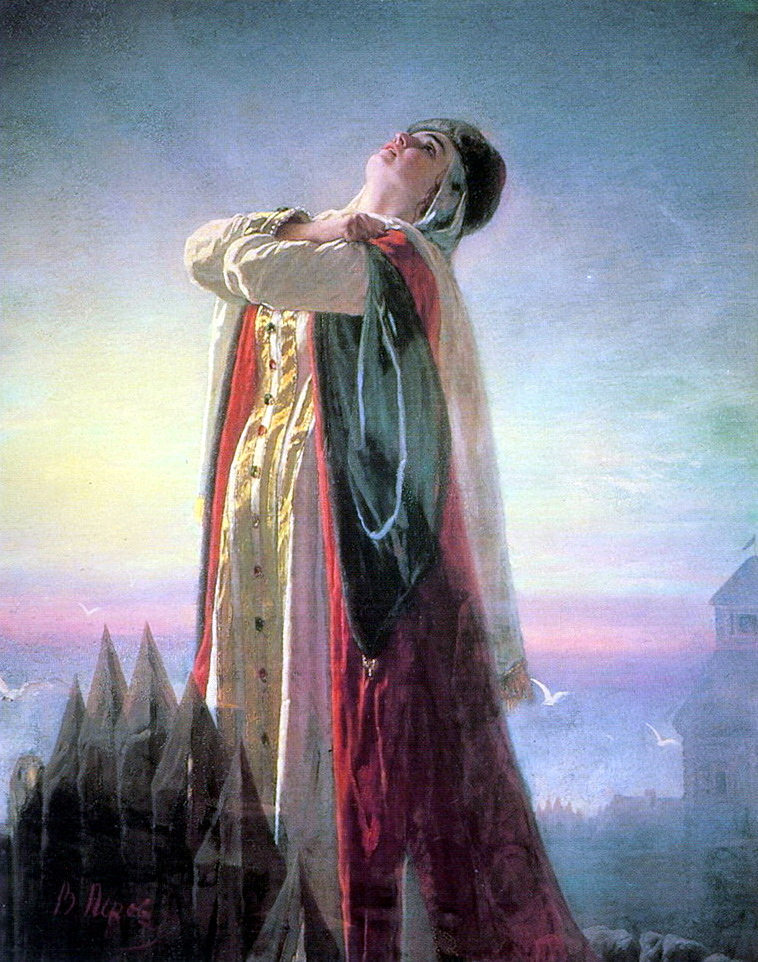
«Плач Ярославни» В.Перов

Голосіння, як художній вислів туги й горя, болю й розпуки супроводять різні трагічні моменти в житті людини. Традиційно в Україні, як і в багатьох інших народів, вони складають органічну частинку поховального обряду та є ключовим жанром для розуміння генезису, поетики й стилю народної ліричної пісні, дум і балад.
Звичай голосити за померлими відомий практично у всіх народів. В описах культури найдавніших цивілізацій є згадки про голосильниць. Оплакування померлих культивувалося в римлян. Звичай оплакувати покійника у формі високопоетичних голосінь здавна відомий арабам. Мусульманство, як і християнство у слов'ян, протистояло цим звичаям, однак викорінити їх було неспроможне.
Мистецький рівень голосінь досяг розквіту у період культивування професіональних виконавців, коли оплакування стало невіддільною частиною обряду поховання та пізнішого поминання небіжчика із сакральною функцією як домінантною. Про слов'янські поминки вперше згадує візантійський письменник Теофілакт, який в описі походу візантійського війська 590 р. «в середину краю слов'ян» подав звичай поховання. Згадки про давньоруські голосіння також містять записи візантійського історика Льва Діалопа.
Ще арабський історик Ібн Фадлан описував похорон знатного русича, і згадав, що одна з невільниць, яка хотіла вмерти із своїм паном, співала перед смертю довгі сумні пісні, в яких прощалася з родиною й близькими.
Інформацію про голосіння також дають перші давньоруські писемні пам'ятки. Літопис під 945 роком передає згадку про тужіння Ольги за своїм чоловіком Ігорем, вбитого древлянами. Апофеозом мистецької довершеності голосінь раннього середньовіччя вважається плач Ярославни зі «Слово о плъку Игоревѣ».
З часу прийняття християнства як офіційної релігії, а особливо з часу масового поширення його в Київській Русі, церква повела нещадну боротьбу з усіма язичницькими обрядами і звичаями, в тому числі й з традиційними голосіннями оскільки звичай оплакувати покійника не відповідав догматам церкви, які трактували смерть як радісне завершення гріховного земного життя, як Боже благословення, оплакувати яке — тяжкий гріх. Церква розробляє і нав'язує народові свої обряди й ритуали, в тому числі й обряд похорону. Але викорінити створювані віками духовні цінності було неможливо: старі язичницькі обряди співіснували з новими, нав'язуваними духовенством. Особливо виразної двоїстості набули такі обряди, як весілля і похорон.

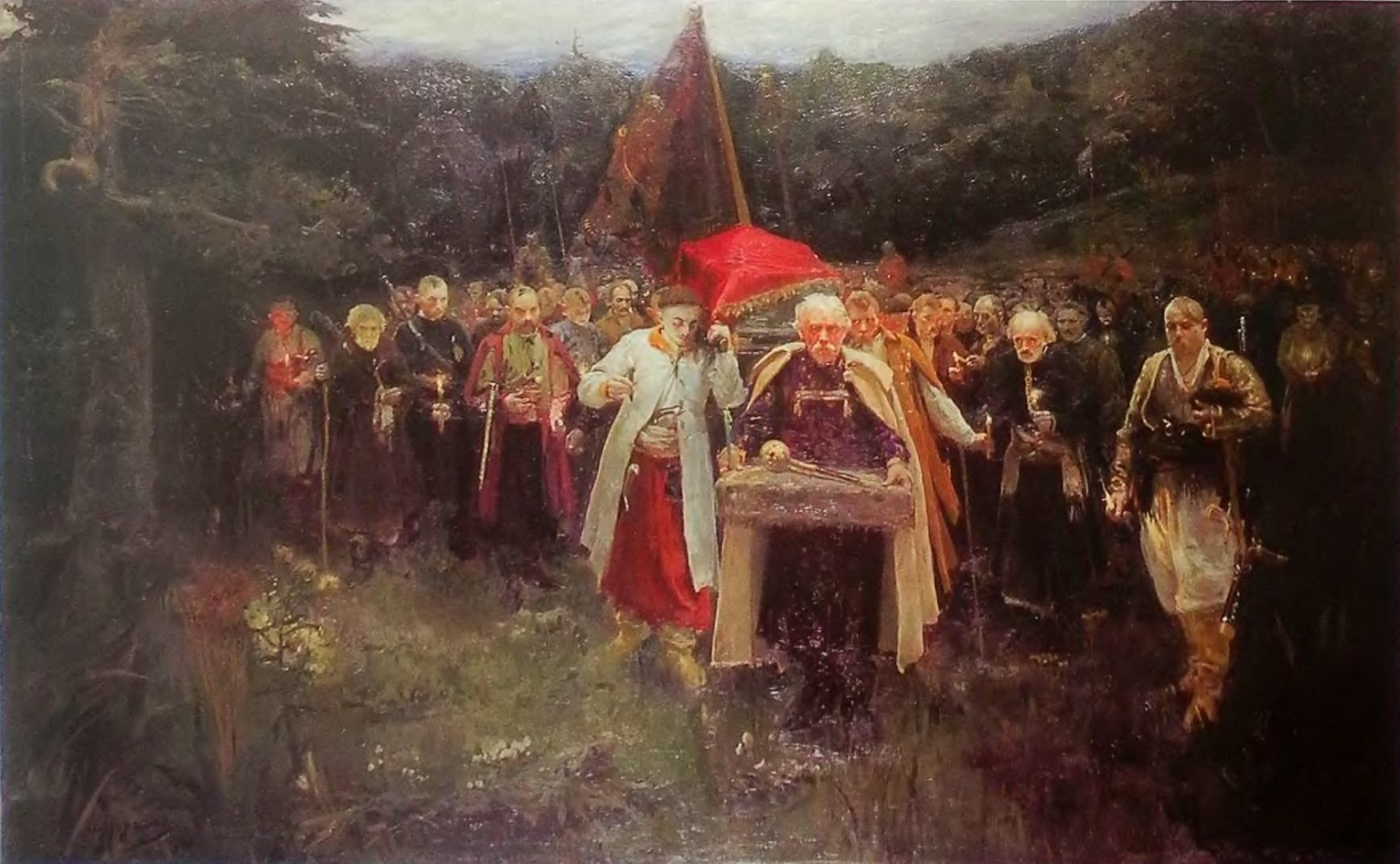
«Похорон кошового» О.Мурашко

Думи-голосіння були широко поширені за Козацької доби.
Вперше систематичне вивчення голосіння як виду усної творчості пов'язується з іменем французького фольклориста, письменника й літературознавця Клода Форієля. Випущена ним 1824-го в Парижі збірка «Народні пісні сучасних греків», у якій були надруковані й народні голосіння (мирологи), викликала зацікавлення цим жанром у багатьох європейських країнах, в тому числі й в Україні. Збірник Форієля у рік його виходу був перекладений на російську мову М. І. Гнідичем.
Невдовзі на поезію народних голосінь та на їх зв'язок з народною лірикою звернув увагу О.Потебня. На його думку, голосіння виникли з прадавніх замовлянь на основі віри в магічну дію слова, що має здатність повертати душу зі світу мертвих, «розбудити» покійника, вони ґрунтувались на анімістичних уявленнях праслов'ян у здатність відбулого, до поховання, чути й бачити все, що відбувається у світі живих. Загалом же у дорадянський період найбільше уваги голосінням приділив В.Данилов котрий зокрема зазначав що голосіння це:
|  | «Безпосередній рефлекс певного психологічного стану та продукт сильного почуття скорботи й горя на який не має впливу самосвідома діяльність інтелекту. В таких голосіннях виразилося безпосереднє глибоке почуття втрати близької людини, що мимоволі прагнуло проявитися у виразних звуках, бо об’єктивований у звуці стан людської психіки, яким би сильним не був, полегшується, як біль, криком» |

Питання походження та поетики голосінь досліджував Ф.Колесса. За ініціативою та на кошти Лесі Українки він здійснив експедицію на Полтавщину та Цн. Наддніпрянщину з метою запису та вивчення думового епосу. Він опублікував найповніші, на той час, видання народних дум та написав ряд праць про генезис, поетику дум, їхнє місце в системі фольклорних жанрів, про їх тісний зв'язок з голосіннями; найґрунтовніше ці питання висвітлюються у п'ятому розділі («Думи і похоронні голосіння») його праці «Українські народні думи у відношенні до пісень, віршів і похоронних голосінь». Вчений, на українському матеріалі, реалізував концепцію про генетичний зв'язок похоронних пісень-голосінь і героїчного епосу.